# Chiromantis petersii
Chiromantis petersii es una especie de anfibio anuro de la familia Rhacophoridae. Esta rana se distribuye por buena parte de las sabanas arbóreas secas de Kenia y Tanzania. Se reproduce en charcas temporales. Sus renacuajos se desarrollan en nidos de espuma. No se considera que esté en peligro de extinción.